# Ellipteroides synchrous
Ellipteroides synchrous är en tvåvingeart. Ellipteroides synchrous ingår i släktet Ellipteroides och familjen småharkrankar.

## Underarter
Arten delas in i följande underarter:
- E. s. setosivena
- E. s. synchrous